# Victoria (carruaje)

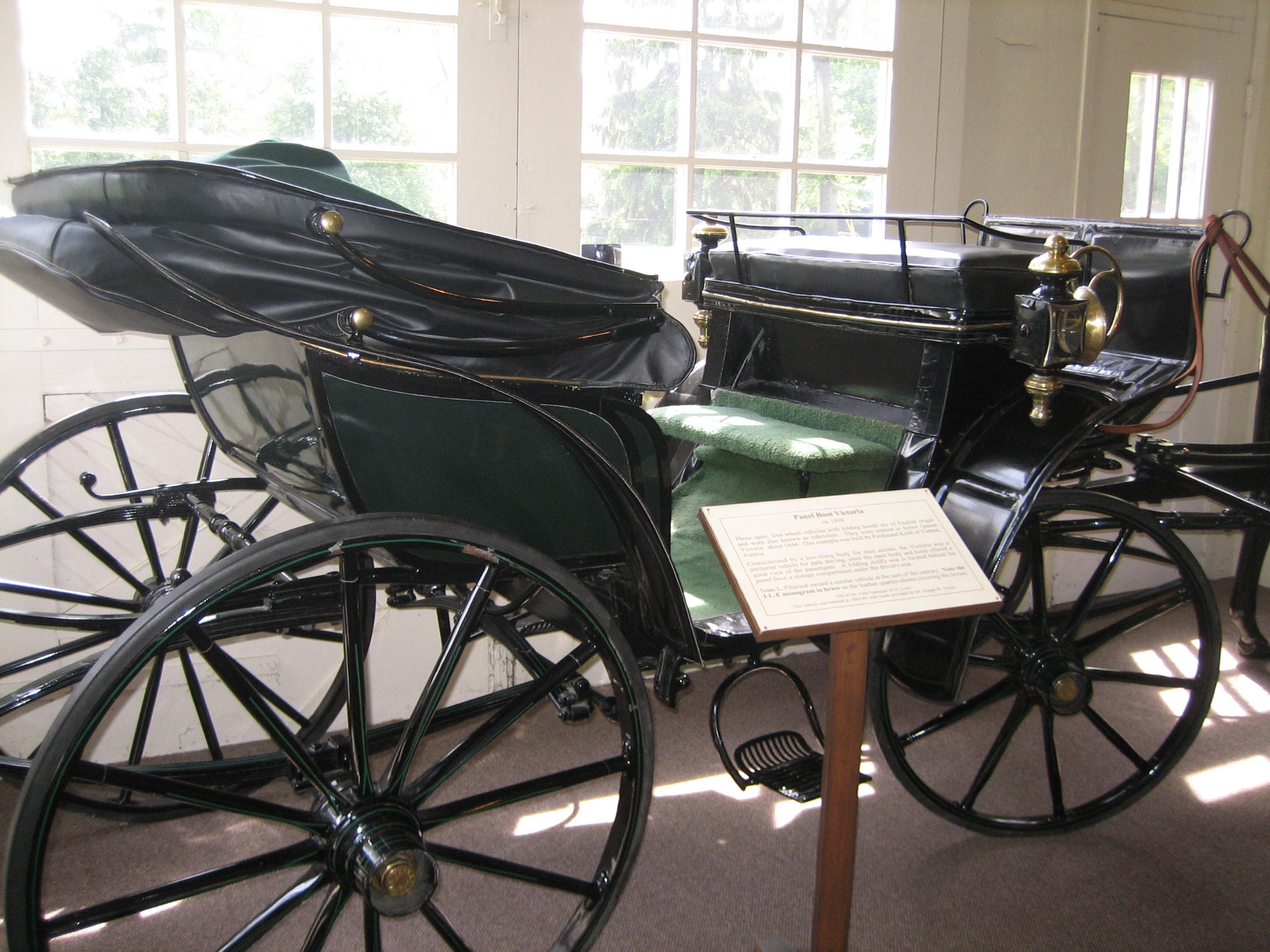
Una victoria.

Una victoria es un coche de caballos bajo con entradas entre sus cuatro ruedas, caja que puede ser de tablero, balaustres o mimbres con un asiento para dos plazas y capota o toldo. La caja va unida al juego delantero con herrajes en cuello de cisne y un banquillo o asiento móvil apoyado en el guardabarros.
Tiene pescante montado sobre armadura de hierro y puede llevar o no asiento posterior para el lacayo. Si el pescante se puede quitar a voluntad se convierte en un duque-victoria.
Se tira por caballos en limonera.